# Eupithecia crassior
Eupithecia crassior är en fjärilsart som beskrevs av Fletcher 1958. Eupithecia crassior ingår i släktet Eupithecia och familjen mätare. Inga underarter finns listade i Catalogue of Life.